# Lommel
Lommel es un municipio y ciudad ubicado en la provincia de Limburgo, al norte  de Bélgica y muy cerca de la frontera con Países Bajos.  Cuenta con 34.044 habitantes (2020) en una superficie de 102,37 km².
El alcalde actual es Bob Nijs [2] que ha sido alcalde desde 2019 [3].
La ciudad tiene mucha naturaleza, el Lommel Sahara es un paisaje de dunas y arena de hasta 193 hectáreas.
Lommel es también conocida por su parque de vacaciones Centerparcs De Vossemeren.

## Historia
Lommel existe desde el año 990. En los periodos anteriores hicieron Lommel se denomina parte en el Eninge de Kempen también conocido como el Alguacilazgo de Bolduque.
Desde 1648 Lommel fue parte de las Provincias Unidas. Gente de Lommel fue entonces llamado  Dutch  en lugar de  belgas . En los años 1798-1799 emprendió el Reverendo holandés Stephanus Hanewinkel un viaje a través de la entera Meierij de Bolduque y en 1799 también Lommel. Él describió la ciudad como "ahí en heïen tamaño muy expansivo en 1795 atacaron la aldea extrema de Majorij, en las fronteras del país moderno, el  Lommel francesa dentro. Cuando los franceses dejados sus tropas que atrás y consiguió Lommel perteneció al Reino de los países bajos Lommel, Lommel seguía siendo tan pertenecen a la Bailía. 19 de noviembre de 1817 se unió a pasado de Brabante del norte a Limburg como intercambio contra Luyksgestel que en 1819 de la provincia de Amberes, de Brabante Septentrional. Luyksgestel perteneció entonces a príncipe-bishopric de Lieja y Lommel al exclave de Meierijse. 

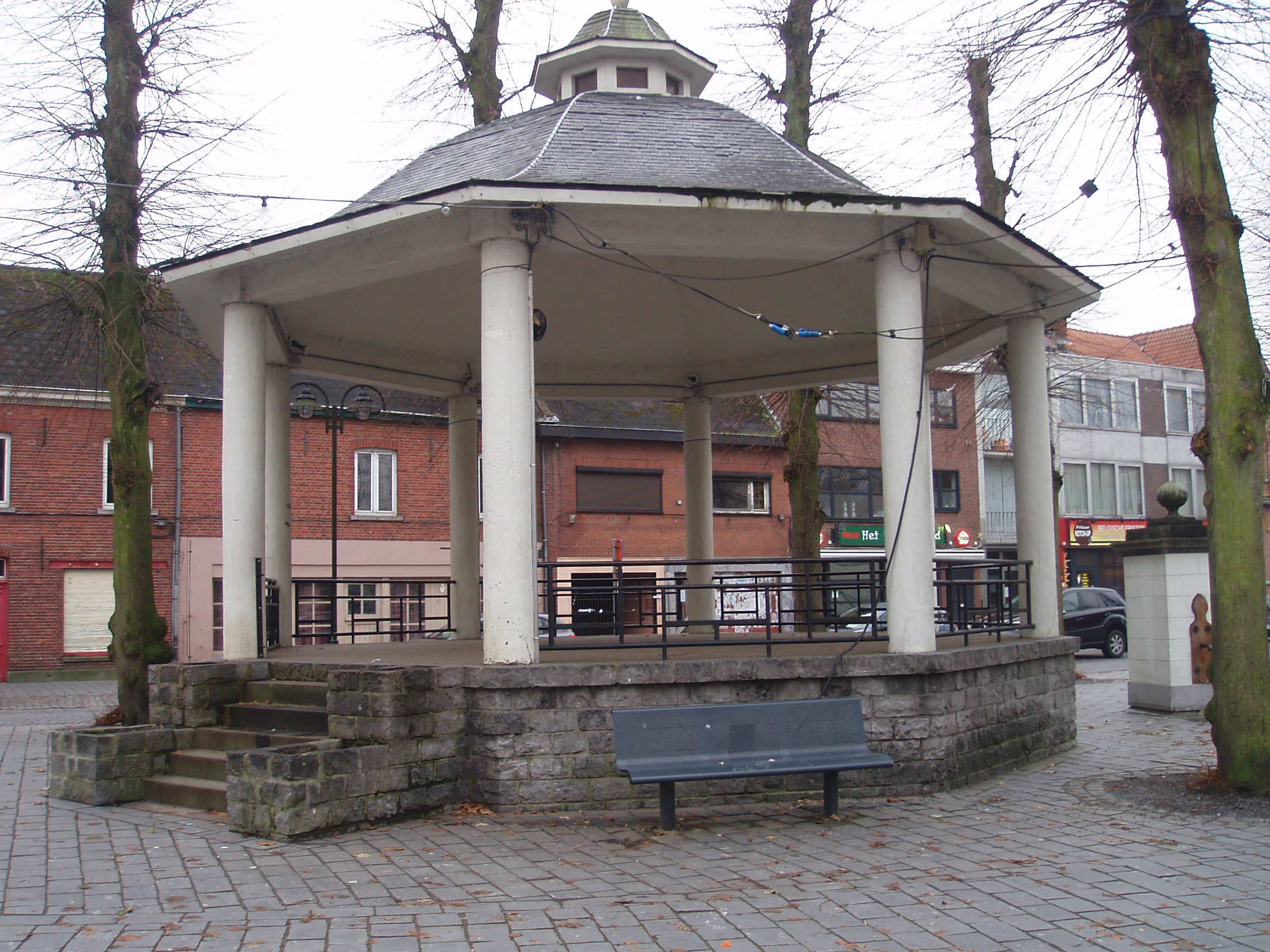
Un quiosco en Lommel.

Después de la Revolución belga hasta Unido Países Bajos Lommel perteneció bajo dominio belga. Aunque esta pieza de Países Bajos Países Bajos exige la Meierij ha celebrado el estado. En la plaza hay una estatua de un teut, un fenómeno histórico típico de la región. Artesanos y comerciantes ambulantes fueron Teuten a partir de los 16 al siglo XX con su mercancía (cobre, textiles, cerámica...) en la espalda a Alemania, Países Bajos, Francia y Luxemburgo.
Lommel especialmente el distrito de  Barrera desempeñó un papel importante en la II Guerra Mundial en Operación Market Garden. Por los protectores del irlandés en 10 de septiembre de 1944, las tropas británicas en una cabeza de playa hacia Holanda. El 17 de septiembre de 1944 ella cruzaron la frontera holandesa.

## Demografía

### Evolución
Todos los datos históricos relativos al actual municipio, el siguiente gráfico refleja su evolución demográfica, incluyendo municipios después de efectuada la fusión el 1 de enero de 1977.
| Gráfica de evolución demográfica de Lommel entre 1846 y 2020 |
|                                                              |